# Siebtes Buch Sozialgesetzbuch
Das Siebte Buch Sozialgesetzbuch (SGB VII) ist die Rechtsgrundlage für die gesetzliche Unfallversicherung in Deutschland.
Es enthält Regelungen zur Verhütung und zur finanziellen Entschädigung von Arbeitsunfällen und Berufskrankheiten, zur medizinischen, beruflichen und sozialen Rehabilitation von Versicherten und zur Organisation der Unfallversicherungsträger. Das Siebte Buch Sozialgesetzbuch bestimmt auch, unter welchen Voraussetzungen Unternehmer, Kollegen oder Dritte für Arbeitsunfälle haften. Es enthält zudem Spezialvorschriften für den Datenschutz, die die allgemeinen Datenschutznormen im Zehnten Buch Sozialgesetzbuch ergänzen.
Vor dem Inkrafttreten des Siebten Buches Sozialgesetzbuch war das Recht der gesetzlichen Unfallversicherung im Dritten Buch der Reichsversicherungsordnung (RVO) geregelt.
Das SGB VII ist die Ermächtigungsgrundlage für die Berufskrankheiten-Verordnung und die Unfallversicherungs-Anzeigeverordnung.